# Heilig-Kreuz-Kirche (Frankfurt (Oder))

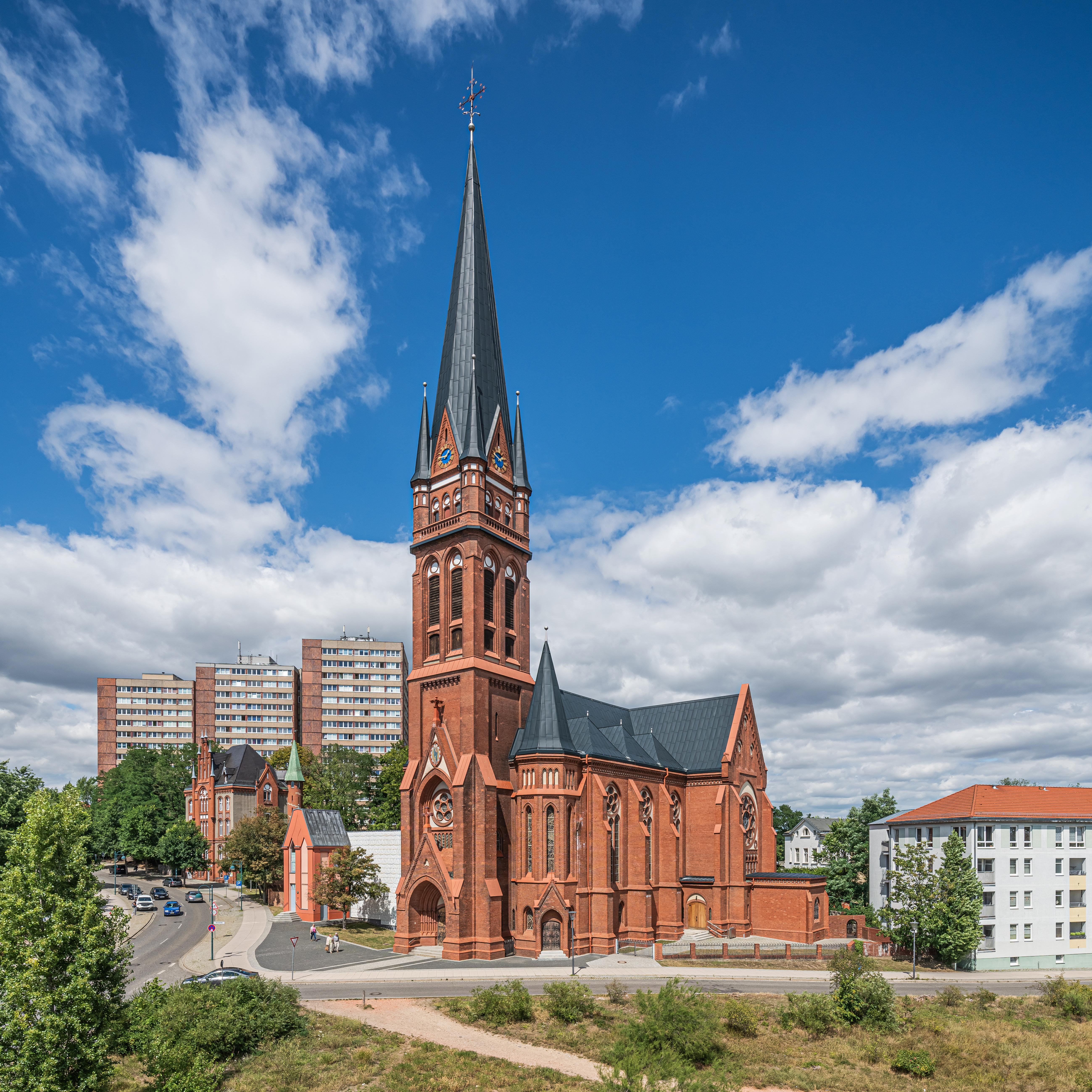
Kirche Heilig Kreuz 2022

Die Heilig-Kreuz-Kirche in Frankfurt (Oder) ist eine römisch-katholische Kirche im Stadtgebiet Halbe Stadt, westlich des Lennéparks.

## Geschichte

### Vorgeschichte

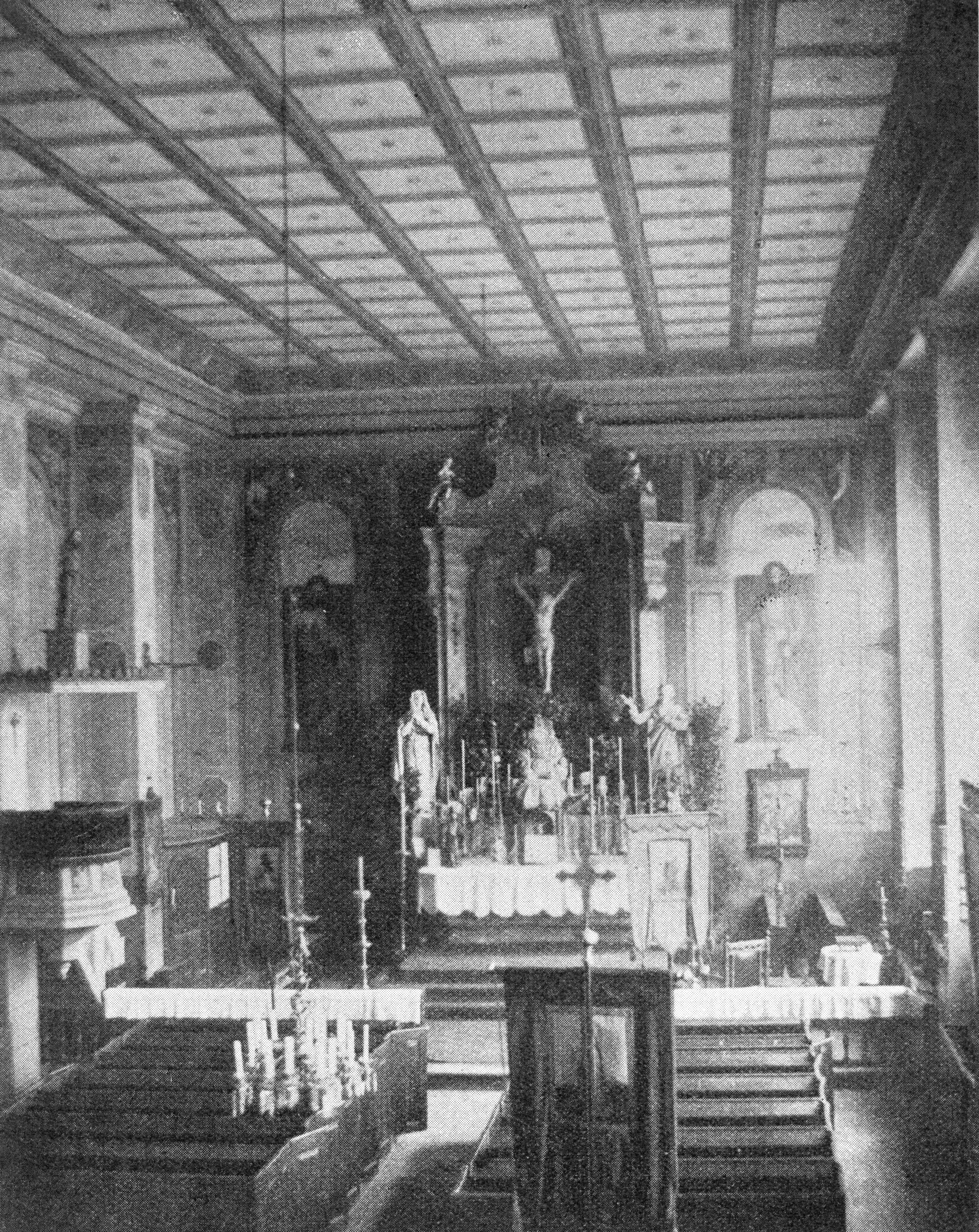
Inneres der Katholischen Kirche in der Grapengießer Gasse

In Frankfurt (Oder) bestand nach der Reformation seit Ende des 18. Jahrhunderts wieder eine katholische Gemeinde. Der Kaufmann Ballabene bot 1747 an, eine katholische Kapelle errichten zu lassen, was jedoch abgelehnt wurde. König Friedrich II. erteilte am 15. August 1776 die Konzession, das ehemalige Ballhaus in der Grapengießergasse zu kaufen, und für Gottesdienste und eine Schule herzurichten. Erst am 5. Januar 1784 konnte der Kauf für 3.000 Taler abgeschlossen werden. Die Gemeinde war so arm, dass sie zunächst nur 100 Taler anzahlen konnte. An vier weiteren Terminen wurden weitere 400 Taler gezahlt. Der Rest von 2.500 Talern belastete als Hypothek das Haus. Der Erblandhofmeister von Schlesien Johann Nepomuk Schaffgotsch zahlte später die Hypothekenschuld; die letzte Rate von 1.000 Talern erst 1797. Das Haus wurde umgebaut und am 17. Juli 1786 von Pater Bernardus Schorrnstein (auch Bernhard Schornstein), Kaplan in der Hedwigskirche zu Berlin, zur Abhaltung von öffentlichen Gottesdiensten feierlich eingeweiht.
Die Gemeinde fragte nach einem eigenen Seelsorger und erhielt vom König den Befehl, sich an dirigierenden Minister in Schlesien Karl Georg von Hoym zu wenden. Dieser trug dem Breslauer Domprediger und Provinzial des Kapuzinerordens auf, einen Geistlichen seines Ordens nach Frankfurt zu senden. Pater Renatus Tietz († 1818), der zuvor im Kloster Breslau als Lektor angestellt war, trat am 12. September 1789 sein Amt als katholischer Seelsorger an. Er fand jedoch nichts als mit Schulden belastete, leere Kirchenwände vor. Er erreichte, dass eine Sakristei und ein Altar gebaut sowie Kirchengestühl und eine Orgel beschafft wurden. Messgewänder und Kirchenwäsche erhielt er vom Abt des Zisterzienserklosters Neuzelle. Ihm standen jedoch keine Einnahmen aus Parochialrechten zur Verfügung und er musste im Jahr mit 24 Talern von der Gemeinde, 18 Talern von der Garnison und im Übrigen mit Almosen zu Rande kommen. Erst ab 1796 erhielt er ein Jahresgehalt von 150 Talern und ab 1803 eine Zulage von 100 Talern aus der Breslauer Universitätskasse. 1809 wurde der lutherische Pfarrzwang aufgehoben. 1816 schließlich wurde sein Gehalt aus verschiedenen Säkularisationsfonds auf 400 Taler angehoben. Renatus Tietz starb 1818. Sein Nachfolger wurde Placidus Höferle (27. Februar 1781–21. Februar 1837).
Die katholische Gemeinde in Frankfurt (Oder) gehörte zur nordischen Mission und stand unter dem Bischof  von Hildesheim. 1821 wurde die Pfarrei dem Fürstbischof von Breslau unterstellt. Die Mitgliederzahl der katholischen Gemeinde wuchs von 800 im Jahr 1776 auf 4.560 in der Stadt und 1.686 in der nächsten Umgebung im Jahr 1905.
Die Kirche in der Grapengießer Gasse (heute Regierungsstraße) war für die 3.000 Gemeindemitglieder zu klein geworden. Darum sollte eine neue Kirche errichtet werden. Zunächst wurde ein Grundstück an der heutigen Wieckestraße ins Auge gefasst, der höchsten Stelle über der Frankfurter Innenstadt. Dies wurde jedoch von der evangelischen Kirche und der Stadtverwaltung hintertrieben. 1863 erwarb der Pfarrer Erzpriester Theodor Warnatsch für 9.600 Taler ein Grundstück für eine neue Kirche.
1865 sammelten die Schülerinnen der katholischen Mädchenschule durch einen offenen Brief an Mitschülerinnen in Schlesien, Westfalen und im Rheinland Geld für das Marienstift, das am 8. September 1867 eingeweiht wurde. Bezogen wurde es von der katholischen Waisen- und Kommunikantenanstalt für Knaben und Mädchen sowie einer Niederlassung der Grauen Schwestern.
1871 übernahm Pfarrer Julius Winkler die Pfarrei. Er sammelte Gelder, um den Bau der Kirche beginnen zu können, konnte den Baubeginn selbst aber nicht mehr erleben. Damit wurde sein Nachfolger Linus Schramm zum Bauherren der Kirche. Der Bau der Kirche wurde aber zuerst von der Baupolizei und vom Magistrat der Stadt mit den vorgeschobenen Gründen abgelehnt, der Bau würde den umliegenden Häusern Licht und Luft wegnehmen und es gäbe eine erhöhte Brandgefahr durch den hohen Turm bei Blitzschlag. Nach einer Beschwerde beim preußischen Ministerium der öffentlichen Arbeiten in Berlin wurde die Bauerlaubnis dann doch am 21. September 1896 erteilt. Die Genehmigung der städtischen Baupolizei folgte im Februar 1897.

### Errichtung
Der Bau nach Plänen des Architekten Engelbert Seibertz begann im März/April 1897, die Einsegnung als Kirche zum Heiligen Kreuz und zur Rosenkranzkönigin durch den fürstbischöflichen Delegaten Karl Neuber fand am 3. Mai 1897 und die Grundsteinlegung am 4. Mai 1897 statt. Der Bau der Kirche kostete 193.456 Mark, zuzüglich der Kosten für den Innenausbau von 48.000 Mark. Beides zusammen entspricht heute Kosten von ca. 1.600.000 EUR (Stand: Mitte 2017). Der Bau erfolgte trotz ständiger Geldknappheit. Pfarrer Schramm zahlte die Kosten von 1.502,16 Mark für Pflasterung und Entwässerung erst nach Androhung einer Pfändung. Am 5. Mai 1898 konnte das Richtfest gefeiert werden. Die Kirchweihe als Heilig-Kreuz und Königin-des-Heiligen-Rosenkranz-Kirche erfolgte am 3. Mai 1899 wiederum durch den fürstbischöflichen Delegaten Karl Neuber. Die Kirche war das erste öffentliche Gebäude Frankfurts, das vollständig mit elektrischem Licht ausgestattet war.
In der Kirche gab es fünf Altäre (Hochaltar, Altar der Heiligen Familie, Herz Jesu Altar, Josephsaltar und Marienaltar) und 27 Kreuze. Der Hochaltar war nach Zeichnungen des Kirchenarchitekten Engelbert Seibertz vom Breslauer Kunstschreiner Carl Buhl gefertigt worden. Er zeigte in Reliefs Begebnisse aus dem Leben von Jesus. Auch die Nebenaltäre der Heiligen Familie und des Herz Jesu stammten von Carl Buhl. Marien- und Josephsaltar zeigten von Hermann Hidding aus weißem Baumberger Kalksandstein gehauene Reliefs, die mit Eichenholz umrahmt waren.
Das Glasmosaik der Rosenkranzkönigin über dem Hauptportal stammte von der Rixdorfer Firma Puhl & Wagner.
Haupt- und Nebenchöre zeigten in 15 Fenstern die 15 Rosenkranzgeheimnisse. Die Fenster stammten von der Kunstanstalt von Josef Scherer Glasmalerei & Kunstglaserei Berlin-Wilmersdorf.
Das Kirchengebäude in der inzwischen in Regierungsstraße umbenannten Grapengießer Gasse wurde für 110.000 Mark verkauft. Der Erlös floss in den Bau der neuen Kirche.

### Stiftungen
Für den Altar der Heiligen Familie und den Herz Jesu Altar spendete der Katholische Sammel- und Paramentenverein 3.000 Mark. Auswärtige Geistliche sammelten weitere 3.000 Mark. Für den Josephsaltar spendeten der Männergesangsverein Unitas und der Meister-, Gesellen- und Arbeiterverein Frankfurt (Oder) 2.000 Mark. Zwei Damen aus der Gemeinde gaben 2.000 Mark für den Marienaltar. Aus Spenden der Gemeinde und von außerhalb wurden des Weiteren angeschafft: eine prächtige Kanzel, eine Kommunionbank, das Bild von der immerwährenden Hilfe mit einer kostbaren Umrahmung und einem schmiedeeisernen Kunstgitter, das Glasmosaik über dem Hauptportal, zwei Beichtstühle, Altarleuchter, die ewige Lampe, sechs Weihwasserbecken und die Bekleidung der fünf Altäre. Die Stadt Frankfurt (Oder) stiftete die Turmuhr.

### Restaurierung 1937
1937 wurde die Ausstattung der Kirche durch Unterstützung des Rosenkranzvereins sowie private Spenden renoviert. Zu den Geldspenden aus der Kirchengemeinde und den Einnahmen aus der Kirchensteuer kamen 3.000 Reichsmark von der Wehrmacht und 1.200 Reichsmark von der Stadt Frankfurt (Oder). Die Gesamtkosten lagen bei 60.000 Reichsmark. Das entspricht heute (Stand: Mitte 2017) ca. 254.900 EUR. Baubeauftragter war Kaufmann Busch, Architekt Josef Gesing und Rendant Herr Galke.
Ende Oktober 1938 war die Renovierung weitgehend abgeschlossen. So hatte der Turm eine neue Dachdeckung erhalten und war mit einer Außenbeleuchtung versehen und die Taufkapelle teilweise erneuert worden. Die Orgel war zerlegt, entstaubt und neu zusammengesetzt. Die Kirche war neu ausgemalt und mit einer Warmluftheizung ausgestattet. Es gab eine neue Lichtanlage und die äußeren Strebpfeiler waren neu verfugt. Zudem wurde das Pfarrhaus erneuert. Pfarrer Felix Hasse hatte im vorderen Apsisbereich einen freistehenden, Opferaltar genannten Tisch aus Sandstein errichten lassen, an dem er der Gemeinde zugewandt zelebrieren konnte. Das wurde vom Bischöflichen Ordinariat verboten, weil das nicht den Vorschriften der Liturgie entsprach. Aus gleichem Sandstein ließ Hasse eine neue Kommunionbank fertigen.
Eine Gruppe des Katholischen Frauenbunds besserte die kirchlichen Gewänder aus, spendete neue Altar- und Kelchwäsche und Ministrantenchorhemden. Das Bischöfliche Ordinariat spendete drei Messgewänder und von privater Seite kam ein violettes Chorgewand. Alle Messkelche, Speisekelche, die ewige Lampe und der Feuerkessel wurden neu vergoldet. Sämtliche Leuchter, Kreuze und andere Metallgegenstände wurden erneuert.
Bischof Konrad Graf von Preysing leitete die Konsekration nach Abschluss der Bauarbeiten am 14. Mai 1939.

### Umbau 1967
30 Jahre nach Restaurierung von 1937 erfolgte 1967 ein Umbau der Kirche unter Architekt Artur Becker. Dabei wurden die Richtlinien der Liturgischen Konstitution des Zweiten Vatikanischen Konzils (1962–1965) und der von ihr ausgegangenen Liturgieform berücksichtigt. Das schloss ein, dass der Pfarrer die Messe der Gemeinde zugewandt zelebrierte.
Im Frühjahr 1967 mussten die von Holzwurm und Schwamm befallenen Bankpodeste entfernt und 40 cm darunter liegendes Erdreich ausgewechselt werden. Die Gesamtfläche wurde wärmeisoliert und mit Terrazzoplatten ausgelegt.
Der Hochaltar war nicht zu retten. Der neue Altartisch wurde in der Mitte der Vierung aufgestellt. Die vier Tischbeine bestehen aus kreuzförmig angeordneten rechtwinkligen Dreiecken aus Ziegelmauerwerk, deren eine spitze Ecke sich am Mittelpunkt der Vierung berühren, während auf die andere spitze Ecke eine Platte aus bulgarischem Sandstein aufgelegt ist. Die Konstruktion soll an eine Opferschale erinnern. Über dem Altar wurde ein Kreuz aus zwei angekohlten Balken aufgehängt, das an die Stadtbrände von 1945 erinnern soll. An diesem Kreuz ist ein barockes Kruzifix befestigt, das aus dem Kloster Neuzelle stammt.
Der neue bronzene Ambo ist beweglich. Sieben neue bronzene Leuchter wurden aufgestellt. Der Sitz des Vorstehers der Liturgie wurde von überall gut einsehbar an einer Säule eingerichtet. Der neue Tabernakel steht in einer Konche, in der früher ein Altar stand. Das Halbrelief des Josephsaltars aus weißem Baumberger Kalksandstein von Hermann Hidding zerbrach beim Ausbau. Das Halbrelief des Marienaltars wurde in die Seitenwand eingelassen. An Stelle der zwei Seitenaltäre wurden zwei Beichtstühle aufgestellt, die neben der Beichte mit Gitter und Kniebank die Möglichkeit eines Gesprächs zweier gegenübersitzender Personen ermöglichte. Von der alten Kanzel wurden sechs kupfergetriebene Arbeiten von Hermann Hidding abgenommen, die die vier Evangelisten Matthäus, Markus, Lukas und Johannes um Petrus und Paulus zeigen. Sie wurden an der Außenwand im Zugang zum Kolbehaus angebracht. Die zuvor das Retabel des Hochaltars krönende Marienstatue wurde in der zweiten Konche aufgestellt. Die Bleiglasfenster der Kirche wiesen Einwurfschäden auf. Ein Teil noch vom Zweiten Weltkrieg her zugemauert. Die Fenster waren sehr undicht und konnten weder Straßenlärm noch Temperaturunterschiede abwehren. Sie wurden durch Betonglasfenster ersetzt. Beim Umbau wurden neben zahlreichen anderen Veränderungen auch zahlreiche alte Zierelemente entfernt, wodurch der Innenraum der Kirche heller wurde. Den neuen Kreuzweg gestaltete Katharina Volbers geb. Golek (geb. 1925 in Frankfurt (Oder); gest. 19. November 1995 in Eisenach), eine Schülerin Karl Schmidt-Rottluffs.
Die Konsekration führte Weihbischof Johannes Kleineidam im September 1971 durch.

### Kolbehaus
Am 22. Dezember 1975 wurde der Pfarrgarten an den Rat der Stadt verkauft und am 31. Dezember gleichen Jahres das alte Gemeindehaus. Danach wurde mit dem Bau eines neuen Gemeindehauses begonnen, das den Namen des polnischen Minoriten-Franziskaners Maximilian Kolbe erhielt, der im KZ Auschwitz umkam. Der Bau schließt von der Nordwestecke der Kirche an deren Nordwand an. An der Einweihung am 17. September 1972 nahmen neben dem Gorzówer Bischof Wilhelm Pluta auch polnische Katholiken aus Gorzów, Słubice, Warschau, Kraków, Wrocław und Poznań teil. Aus dem von Maximilian Kolbe gegründeten Niepokalanów kam ein Grußschreiben.

## Menschen
Als ersten Täufling in der neuen Kirche taufte Kaplan Szillus am 12. März 1899 Maria Johanna Wilhelmine Kraft. Die erste Trauung feierten am 1. Mai 1899 Johann Stefaniak und Anna Elisabeth Martha Werner. Die erste Erstkommunion fand Ostern, 25. März 1899 statt. Der erste Organist war Kantor Otto Schmidtchen.
| Priester                                   | von                | bis                | geboren           | geweiht            | gestorben          |
| ------------------------------------------ | ------------------ | ------------------ | ----------------- | ------------------ | ------------------ |
| Propst Renatus Tietz                       | 12. September 1789 | 19. Mai 1818       | 12. Oktober 1736  |                    | 19. Mai 1818       |
| Administrator Pfarrer Placidus Höferle     | 19. Mai 1818       | 1837               | 1780              |                    |                    |
| Administrator Pfarrer Adarch Woitscheck    | 7. Mai 1837        | 24. September 1837 |                   |                    |                    |
| Pfarradministrator Pfarrer Dominikus Wache | 15. Oktober 1837   | 8. August 1841     | 29. Juli 1807     | 20. Dezember 1834  | 12. Oktober 1879   |
| Pfarradministrator Pfarrer Franz Eichhorn  | 29. August 1841    | 12. Juli 1842      | 1803              |                    |                    |
| Pfarrer Wilhelm Weise                      | 24. Juni 1842      | 19. März 1851      | 2. Juni 1806      | 19. September 1829 | 14. Juni 1879      |
| Erzpriester Theodor Warnatsch              | 9. Juli 1851       | 1870               | 3. Dezember 1820  | 8. Dezember 1843   | 31. Juli 1894      |
| Erzpriester Julius Winkler                 | 22. Januar 1871    | 27. September 1894 | 8. November 1828  |                    | 27. September 1894 |
| Administrator Kaplan Joseph Hettwer        | 28. September 1894 | 1. Oktober 1895    | 15. August 1865   | 23. Juni 1885      | 9. Januar 1935     |
| Erzpriester Linus Schramm                  | 2. Oktober 1895    | 15. August 1910    | 24. Juni 1860     | 27. Juni 1885      | 23. Juli 1935      |
| Pfarrer Karl Warnecke                      | 15. August 1910    | 28. Juni 1925      | 5. Januar 1873    | 28. März 1897      | 30. März 1949      |
| Pfarrer Josef Mihaltsek                    | 20. August 1925    | 29. April 1937     | 7. April 1885     | 22. Juni 1908      | 22. September 1957 |
| Pfarrer Felix Hasse                        | 1. April 1937      | 1. August 1967     | 14. Januar 1885   | 22. Juni 1907      | 31. Oktober 1970   |
| Pfarrer Gotthard Richter CO                | 1. August 1967     | 30. Juni 1995      | 13. Mai 1930      | 20. Dezember 1958  | 14. Januar 2021    |
| Pfarrer Ronald Rother                      | 1. Juli 1995       | 1994               | 26. Dezember 1943 | 18. Februar 1978   | 17. Dezember 2017  |
|                                            |                    |                    |                   |                    |                    |
| Pfarrer P. Theodor Wenzel M.Id.            | 2001               |                    | 1960              | 1999               |                    |

| Küster                    | von  | bis  |
| ------------------------- | ---- | ---- |
| Paul Lavandovski          | 1894 | 1919 |
| Stanislaus Kasubski       | 1920 | 1935 |
| Paul Klisch               | 1935 | 1946 |
| Valentin von Karasinski   | 1946 | 1956 |
| Bronislawa von Karasinski | 1957 | 1961 |
| Wolfgang Woisch           | 1961 | 1964 |
| Rudolf Leischner          | 1966 | 1986 |
|                           |      |      |

| Jahr | Taufen | Polnische |
| ---- | ------ | --------- |
| 1920 | 40     | 9         |
| 1921 | 14     | 0         |
| 1929 | 102    | 1         |
| 1930 | 93     | 2         |
| 1933 | 88     | 8         |
| 1935 | 8      | 5         |
| 1938 | 20     | 1         |
| 1939 | 4      | 6         |

## Name
Der Name Heilig Kreuz wurde von der ursprünglich in der Grapengießer Gasse (Regierungsstraße) zu findenden Kirche übernommen. Der Doppelname entstand auf den Wunsch des zur Zeit der Segnung bereits verstorbenen Pfarrers Erzpriester Julius Winkler, der die Kirche Rosenkranz-Kirche nennen wollte. Das Glasmosaik über dem Hauptportal weist noch heute auf den Rosenkranz hin.

## Baubeschreibung
Die Kirche zum Heiligen Kreuz Frankfurt (Oder) ist eine dreischiffige Hallenkirche aus märkischem Backstein in gotischen Formen mit einem Querschiff und einem vieleckigen Chor. Der hohe Turm mit quadratischer Grundfläche wird durch vier kleine Ecktürme flankiert und trägt einen spitzen, achteckigen Helm. Die Kreuzgewölbe des Lang- und des Querschiffs werden von schlanken, in Formstein gemauerten Säulen getragen. Acht der zwölf massiven Säulen sind freistehend. Die Vierung zwischen Lang- und Querschiff ist sterngewölbt. Der Hauptaltar stand ursprünglich im Chorraum.
Die Gesamtlänge des Bauwerks beträgt außen 54 m. Das Mittelschiff ist 19 m breit. Die bebaute Fläche beträgt rund 1.250 m². Der Turm hat an der Basis eine Breite von 8 m. Die Höhe des Turms beträgt bis zur Brüstung 36,8 m, bis zur Unterkante des Turmhelms 42 m und bis zur Turmspitze 78,3 m. Der Turmaufbau wurde bei Dachreparaturen mehrfach verändert. 2018 war er 3,7 m hoch. Das Kirchenschiff ist bis zum First 27,7 m hoch, der Schlussstein des Gewölbes des Mittelschiffs ist 17,4 m hoch, der Schlussstein der Vierung ist 19,3 m hoch.

## Geläut
Das Geläut der Kirche besteht aus vier Glocken. Gefertigt wurden sie vom Bochumer Verein für Bergbau und Gußstahlfabrikation 1898. Es waren die ersten Gussstahlglocken in Deutschland. Die Abnahme der Glocken erfolgte am 19. Dezember 1898 und die Töne gis°, h°, d′, e′ wurden bestätigt. Im Zeugnis der Tonprüfung heißt es „Die 4 Gussstahlglocken von 1988, 1675, 1440 und 1335 mm ⌀ geben beim Zusammenläuten den vorgeschriebenen Akkord gis, h, d, e nach der alten Wiener Stimmung in vollen reinen Tönen. Die Wirkung des Geläutes wird dadurch wesentlich erhöht, das die Nebentöne h, d, f, g harmonisch zu den Haupttönen liegen.“ Der Preis des Geläuts nebst Stuhl betrug 13.704,38 Mark.
Da das Geld für eine Läutemaschine fehlte, wurde von Hand geläutet. 1938 wurde eine elektrische Gleichstromläuteanlage der Firma Philipp Hörz (Ulm) eingebaut. Dieses Unternehmen stellte die Anlage 1959 auf Drehstrom um.
Da von 1960 bis 1993 keine größeren Reparaturen oder Inspektionen erfolgten, war die Anlage in sehr schlechtem Zustand. 1993 löste sich der Klöppel der vierten Glocke und durchschlug einige Stufen des Turms. Die Firma Horst Binner aus Berlin-Neuenhagen führte eine Inspektion des Glockenstuhls und der einzelnen Glocken durch. Danach wurde der Klöppel neu gefertigt und der Glockenstuhl überholt. Im selben Jahr wurde eine neue mikroprozessorgesteuerte Glockenmaschine der Ulmer Firma Hörz durch die Firma Bittner eingebaut.

### 1. Glocke „Leo“
Die erste Glocke hat einen Durchmesser von 1.988 mm und wiegt 2,3 Tonnen. Die Inschrift lautet S. Leo ora pro nobis auf der anderen Seite steht in mem. S. S. D. N. Leonis XIII. P. P. Sie ist zu Ehren von Papst Leo XIII. benannt.

### 2. Glocke „Robert“
Die zweite Glocke hat einen Durchmesser von 1.675 mm bei einem Gewicht vom 1,9 Tonnen. Auf ihr steht S. Roberte ora pro nobis sowie in mem. R.R.D. Princ. Eppi. Vratisl. Roberti Benefact. Hujus. Eccles. Sie ist zu Ehren von Robert Herzog, Fürstbischof zu Breslau benannt.

### 3. Glocke „Maria“
Die dritte Glocke durchmisst 1.440 mm und wiegt 1,7 Tonnen. Hier steht geschrieben B. S. V. Maria ora pro nobis sowie Ave Maria. Sie ist zu Ehren von Maria, der Mutter von Jesus benannt.

### 4. Glocke „Georg“
Die vierte und kleinste Glocke hat einen Durchmesser von 1.335 mm und wiegt 1,5 Tonnen. Hier steht Georgi ora pro nobis bzw. auf der Gegenseite in mem. Mi. D. Georgi Card. Kopp Princ. Eppi. Vratisl. Sie ist zu Ehren von Georg Kardinal von Kopp, Fürstbischof von Breslau benannt.

## Kreuz
Der Zustand der Verzierungen des vier Meter hohen Kreuzes war 1983 sehr schlecht. Die wirtschaftliche Lage der Gemeinde ermöglichte zugleich keine Restaurierung. Der in Westdeutschland lebende Georg Wagner hielt sich zu diesem Zeitpunkt gerade in Frankfurt auf und entschloss sich, einige Verzierungen mitzunehmen, um sie in der Bundesrepublik instand zu setzen bzw. neu anzufertigen. Die Zollkontrolle am Grenzübergang Helmstedt-Marienborn wertete die Verzierungen als wertlos, womit eine Ausfuhr möglich war. Die Wiedereinfuhr der neuen Verzierungen wurde vom selben Zöllner durchgeführt und nach einigen Diskussionen wurde auch diese genehmigt.

## Orgeln
Die Heilig-Kreuz-Kirche besitzt zwei Orgeln.

### Hauptorgel
Nach der Einweihung der Kirche wurde vorübergehend die alte Orgel aus der Vorgängerkirche verwendet. Erst 1899 war die Finanzierung von 18.000 Mark für eine neue Orgel gesichert (inflationsbereinigt ca. 123.000 EUR, Stand: 2017).
Am Heiligen Abend 1901 wurde die Orgel Nr. 860 von Wilhelm Sauer erstmals gespielt. Die Orgel wird über pneumatische Kegelladen gesteuert und umfasst 46 Register, darunter vier Zungenstimmen. Der originale Pfeifenbestand ist fast unverändert erhalten.
1917 musste die Kirche die Prospektpfeifen aus Zinn abliefern. 1924 wurden sie durch Pfeifen aus alumiertem Zink ersetzt. Gleichzeitig fand eine Generalausreinigung, eine Nachintonation, Stimmung sowie Durchregulierung der Orgel statt durch die Orgelbauanstalt Wilhelm Sauer, Inhaber Oscar Walcker statt. Mit der Abnahme der Arbeiten wurde vom Kirchenvorstand am 9. Juli 1924 der Organist der Marienkirche und Musikdirektor Paul Blumenthal beauftragt.
Nach 1910 setzte eine Orgelbewegung ein, die die in der 2. Hälfte des 19. und Anfang des 20. Jahrhunderts gebauten und romantisch geprägten Orgeln auf das Klangbild der Zeit Johann Sebastian Bachs zurückzuführen. Im Zuge dessen wurde Mitte der 1930er Jahre die Viola 4' durch ein Rankett 4' ersetzt und ein Sesquialter 2f im III. Manual eingebaut. Der Zweite Weltkrieg verhinderte eine weitere Veränderung der Orgel.
1967 wurden bei einem Umbau der Kirche Holzpodeste ausgebaut, der Kirchenboden mit Fliesen belegt und der Hochaltar, Nebenaltäre, Figuren, Beichtstühle und Kanzel mit Deckel entfernt. Deshalb gab es weniger schalldämpfende Elemente im Innenraum. Daher wurde eine Einschränkung der Orgel nötig, da die Schallwirkung größer geworden war. Die Nachhallzeit hatte sich mehr als verdoppelt.
Im Laufe der 1970er und Anfang der 1980er Jahre entstanden durch Undichtigkeiten am Dach Schäden an der Orgel. Nachdem das Dach neu gedeckt worden war, konnten 1984 die Schäden durch die seit 1972 volkseigene Orgelbauanstalt Sauer beseitigt werden. Betriebsdirektor Gerhard Spallek setzte sich persönlich dafür ein, trotz Zwängen durch die Planwirtschaft Erhaltungsarbeiten an der Orgel durchzuführen.
| I Hauptwerk C–f3 |                  |     |
| 01.              | Principal        | 16′ |
| 02.              | Principal        | 08′ |
| 03.              | Flûte harmonique | 08′ |
| 04.              | Viola di Gamba   | 08′ |
| 05.              | Gedackt          | 08′ |
| 06.              | Gemshorn         | 08′ |
| 07.              | Octave           | 04′ |
| 08.              | Rohrflöte        | 04′ |
| 09.              | Viola            | 04′ |
| 10.              | Octave           | 02′ |
| 11.              | Rauschquinte II  |     |
| 12.              | Cornett III–IV   |     |
| 13.              | Mixtur III       |     |
| 14.              | Trompete         | 08′ |

| II Manual C–f3 |              |     |
| 15.            | Bordun       | 16′ |
| 16.            | Principal    | 08′ |
| 17.            | Rohrflöte    | 08′ |
| 18.            | Salicional   | 08′ |
| 19.            | Quintatön    | 08′ |
| 20.            | Soloflöte    | 08′ |
| 21.            | Praestant    | 04′ |
| 22.            | Traversflöte | 04′ |
| 23.            | Piccolo      | 02′ |
| 24.            | Mixtur IV    |     |
| 25.            | Cor anglais  | 08′ |
|                | Tremulant    |     |

| III Schwellwerk C–f3 |                   |       |
| 26.                  | Lieblich Gedackt  | 16′   |
| 27.                  | Geigenprincipal   | 08′   |
| 28.                  | Konzertflöte      | 08′   |
| 29.                  | Aeoline           | 08′   |
| 30.                  | Voix céleste      | 08′   |
| 31.                  | Lieblich Gedackt  | 08′   |
| 32.                  | Schalmei (labial) | 04′   |
| 33.                  | Fugara            | 04′   |
| 34.                  | Flauto Dolce      | 04′   |
| 35.                  | Gemshornquinte 0  | 2 ⁄3′ |
| 36.                  | Flautino          | 02′   |
|                      | Tremulant         |       |

| Pedal C–d1 |              |     |
| 37.        | Contrabass 0 | 32′ |
| 38.        | Principal    | 16′ |
| 39.        | Violon       | 16′ |
| 40.        | Subbass      | 16′ |
| 41.        | Octavbass    | 08′ |
| 42.        | Violoncello  | 08′ |
| 43.        | Gedackt      | 08′ |
| 44.        | Octave       | 04′ |
| 45.        | Posaune      | 16′ |
| 46.        | Trompete     | 08′ |

- Koppeln: II/I, III/I, III/II, I/P, II/P, III/P
- Spielhilfen: Crescendowalze, 1 freie Kombination, 2 feste Kombinationen

### Chororgel
Weiterhin verfügt die Heilig-Kreuz-Kirche seit 1988 über eine Kleinorgel, die sie vom VEB „Orgelbau Sauer“ erwarb. Die Orgel verfügt über 7 Register und steht auf einem fahrbaren Podest, womit sie bei Bedarf umgesetzt werden kann.
| I Hauptwerk C–f3 |                     |       |
| 1.               | Holzgedackt         | 8′    |
| 2.               | Weidenpfeife        | 8′    |
| 3.               | Principal           | 4′    |
| 4.               | Rohrflöte           | 4′    |
| 5.               | Waldflöte           | 2′    |
|                  | Sifflöte (aus Nr.6) | 1 ⁄3′ |
| 6.               | Mixtur III–IV       |       |

| Pedal C–d1 |        |     |
| 7.         | Pommer | 16′ |

- Koppel: I/P

## Turmuhr

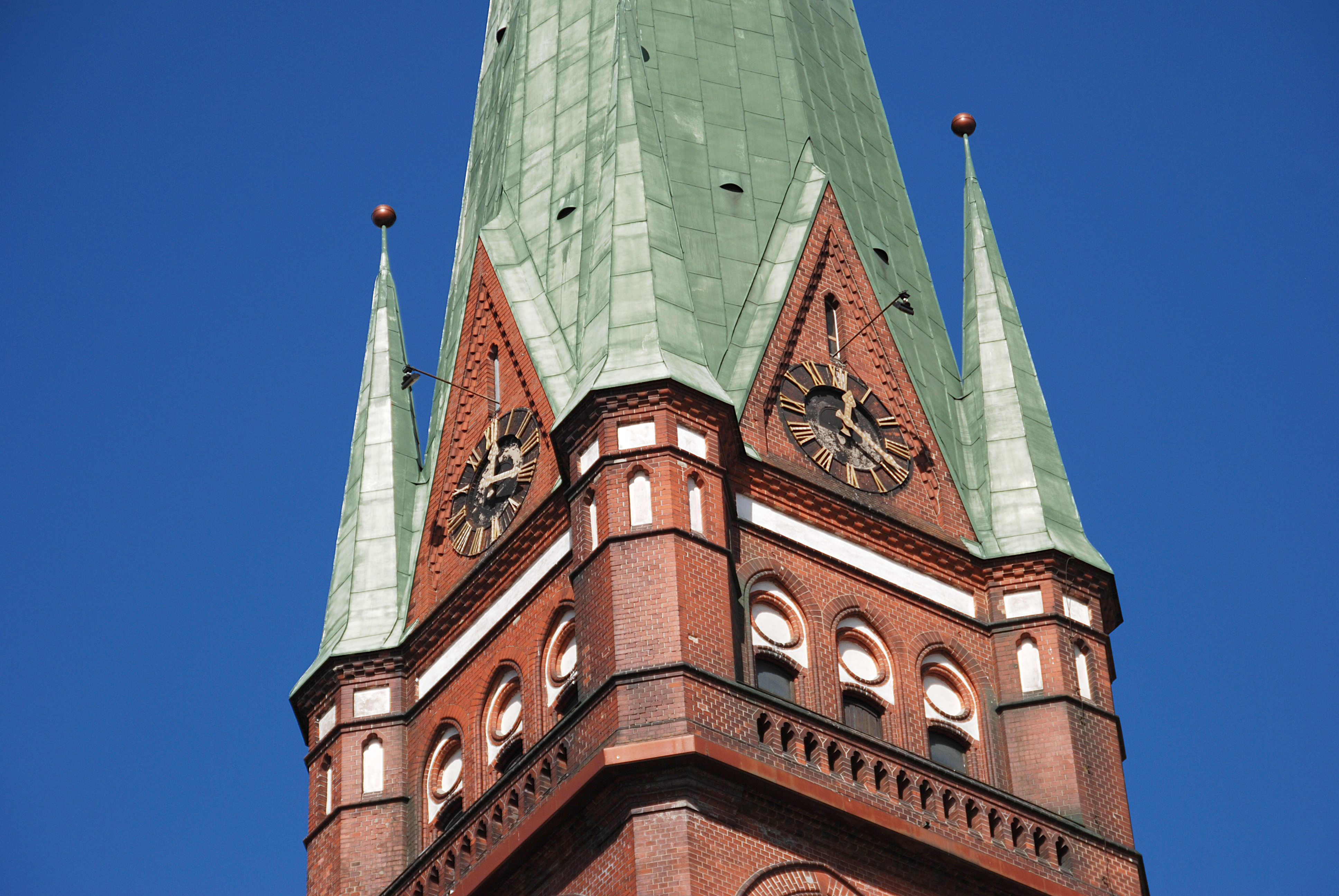
Turmuhr

Die ursprüngliche Uhr wurde am 23. Januar 1899 von der Stadt Frankfurt bei der Firma J. F. Weule in Bockenem in Auftrag gegeben. Zur Einweihung war diese Stiftung der Stadt aber nicht fertiggestellt. Die mechanische Uhr verfügte über einen Gewichtsaufzug, der einmal pro Woche von Hand aufgezogen werden musste. Die Gewichte wurden über Drahtseile und Rollen auf und ab geführt. Über eine senkrecht nach oben geführte Welle wurden in der nächsten Etage über ein Kreuzgetriebe die vier Zeigerpaare angetrieben. Die Zifferblattringe waren aus Bronzeguss.
1938 wurde die Uhr ausgebaut und im Auftrag der Ulmer Firma Philipp Hörz durch die Berliner Firma Erich Heyl vollständig überholt. Dabei wurde der Handaufzug durch einen Elektromotor ersetzt. Außerdem wurden vier neue Zifferblätter und neue Zeigerpaare angefertigt. Die Zifferblätter haben seither einen Durchmesser von 2,10 m. Die großen Zeiger sind 1,20 m lang. Die Uhr wurde mit zwei Minuten Vorlauf nach der Bahnhofszeit gestellt.
1960 wurde die mechanische Uhr ausgebaut, über ihren Verbleib ist nichts bekannt. Es wurde durch die Firma Philipp Hörz eine neue elektromechanische Uhr eingesetzt. In der Sakristei wurde eine Mutteruhr und im Turm ein Antrieb für die Zeigerpaare installiert. Dieser Antrieb und die neu eingebauten Schlagwerke für den Viertel- und Stundenschlag erhalten ihren Steuerimpuls aus der Sakristei.
Die Leipziger Firma Bernhard Zachariä vergoldete 1971 Zeiger und Zifferblätter und überholte das mechanische Zeigergetriebe.
Bis in die 1990er Jahre war die Turmuhr der Heilig-Kreuz-Kirche die einzige weithin sichtbare Uhr der Frankfurter Innenstadt. Bis zu dieser Zeit überwies die Stadt jährlich Geld für die Pflege und Beleuchtung der Turmuhr.

### Orgel
- Hans-Joachim Falkenberg: Der Orgelbauer Wilhelm Sauer (1831–1916): Leben und Werk. In: Veröffentlichung der Gesellschaft der Orgelfreunde. Nr. 124. Orgelbau Fachverlag Rensch, Lauffen 1990, ISBN 3-921848-17-2.
- Martin Rost: Orgeln in Frankfurt (Oder): Ein Beitrag zur Musikgeschichte der Stadt. Berlin 1994, ISBN 3-921140-38-2.
- Dietmar Hiller (Red.): Der Himmel auf Erden. Orgeln in Brandenburg und Berlin. Magazin zum Orgelfestival. In: Kulturfeste im Land Brandenburg. Potsdam 2005.